# Hans Hagen (Fußballspieler, 1894)
Hans Hagen (* 15. Juli 1894 in Fürth; † 11. Oktober 1957), Spitzname „Prinz“, war ein deutscher Fußballspieler. Mit seinem Verein SpVgg Fürth gewann Hagen zweimal in den Jahren 1926 und 1929 die deutsche Fußballmeisterschaft. Der Defensivallrounder absolvierte von 1920 bis 1930 in der deutschen Fußballnationalmannschaft 12 Länderspiele. In der Auswahl von Süddeutschland hat er 63 und für Fürth insgesamt 883 Spiele bestritten.

## Sportliche Laufbahn

### Vereinskarriere
Der überwiegend als Abwehrspieler eingesetzte Defensivallrounder (er agierte je nach Notwendigkeit als Außenläufer, Mittelläufer und Verteidiger), kam 1917, mit 23 Jahren, vom unterklassigen FC Schneidig Fürth zur SpVgg Fürth in die Bezirksliga Mittelfranken. Mit diesem Verein errang er große Erfolge. Hagen galt als temperamentvoll und grimmig, war aber läuferisch stark und elegant in der Ballführung.
1920 gelangte er mit den Fürthern bereits bis ins Endspiel um die Deutsche Meisterschaft gegen den 1. FC Nürnberg, welches jedoch mit 0:2 verloren wurde. Von 1920 bis 1931 trat er mit der Spielvereinigung in 20 Endrundenspielen um die deutsche Fußballmeisterschaft an. Fünfmal zog er mit der „Kleeblatt-Elf“ in das Halbfinale ein, dreimal in das Finale, zweimal setzte er sich in den Finals durch. Für Hagen, der aus dem Ersten Weltkrieg als „Andenken“ eine Gesichtsnarbe behielt, reichte es 1920 auch zu seinem Debüt in der A-Nationalmannschaft. Das Energiebündel entwickelte sich zum „kämpferischen Gewissen“ der Grün-Weißen.
Einen Monat vor seinem 32. Geburtstag, am 13. Juni 1926, konnte er dann mit seinen Fürthern auch endlich die Deutsche Meisterschaft erringen. Im Endspiel zu Frankfurt gewann das Team um Ludwig Leinberger, Hagen, Andreas Franz, Leonhard Seiderer und Willi Ascherl mit 4:1 gegen die von Karl Tewes und Johannes Sobeck angeführte Hertha BSC.
1929 wurde die SpVgg Fürth letztmals Deutscher Meister, und erneut war Hertha BSC der Endspielgegner. Diesmal fiel der Sieg mit 3:2 auch bedeutend knapper aus und das Siegtor in Nürnberg fiel erst in der 85. Minute. Fürth kam in der Folgezeit nicht mehr ins Endspiel und im Süden hatte der FC Bayern München den Ronhofern den Rang abgelaufen. International spielte er mit der SpVgg Fürth im Wettbewerb um die Coupe des Nations 1930, in der er mit seiner Mannschaft – nach dem 4:3-Sieg n. V. über den französischen Pokalsieger FC Sète am 29. Juni – das Viertelfinale erreichte. In diesem war er mit seiner Mannschaft dem First Vienna FC mit 1:7 deutlich unterlegen. Das letzte Endrundenspiel um die deutsche Meisterschaft bestritt Hagen am 17. Mai 1931, als er im Viertelfinale mit seinen Mannschaftskollegen Leinberger, Franz, Georg Frank und Georg Kießling mit 1:3 in Berlin verlor. Zwei Monate vor seinem 37. Geburtstag lief er nochmals als rechter Außenläufer auf.
Hans Hagen beendete seine Karriere nach 883 Spielen für die Fürther und der beruflich als Sportlehrer tätige Fußballer war danach noch als Fußballlehrer beim 1. FC Bamberg (Spielertrainer, 1935–39) und von 1939 bis 1947 bei der SpVgg Fürth aktiv.

### Auswahleinsätze
Hagen debütierte am 26. September 1920 in Wien beim Länderspiel gegen Österreich bei einer 2:3-Niederlage in der Nationalmannschaft. Bis 1930 bestritt er zwölf Länderspiele, und das, obwohl er 1921 und in den Jahren von 1926 bis 1928 überhaupt keine Länderspiele bestritten hatte. Mehrmals bildete er 1924 mit Hans Kalb und Hans Schmidt die deutsche Läuferreihe. Am 20. Oktober 1929 trug er gegen Finnland in Altona bei einem 4:0-Erfolg die Kapitänsbinde. Er bildete dabei mit den zwei Spielern vom Hamburger SV, Torhüter Wilhelm Blunk und Albert Beier das deutsche Schlussdreieck. Mit der Einwechslung am 4. Mai 1930 in Zürich in der 70. Minute für Verteidiger Hans Stubb, bei einem 5:0-Erfolg gegen die Schweiz, beendete der Fürther seine Nationalmannschaftslaufbahn.
Mit Süddeutschland gewann Hagen von 1922 bis 1926 sechs Finalspiele um den Kampfspiel- beziehungsweise Bundespokal.
Zum 1. Mai 1937 trat er der NSDAP bei (Mitgliedsnummer 3.993.138).